# Uchanie (stacja kolejowa)
Uchanie – zlikwidowana wąskotorowa stacja kolejowa w Uchaniach, w województwie lubelskim, w Polsce.